# 动机-分化理论
动机-分化理论，弗洛伊德、利铂、汤姆金斯和伊扎德等主张情绪具有动机的性质。其中以汤姆金斯和伊扎德为代表，建立了情绪的动机-分化理论。该理论以情绪为核心，以人格结构为基础，论述情绪的性质与功能。认为情绪是人格系统的核心动力。情绪特征来源于个体的生理结构，遗传是某种情绪的阈限特征和强度水平的决定因素。认知是情绪产生的重要因素，但认知不等同于情绪，也不是其产生的唯一原因，只是参与情绪激活与调节的过程。